# Ямашкин, Семён Александрович
Семён Алекса́ндрович Яма́шкин (род. 4 января 1950, Старая Теризморга, Мордовская АССР) — советский, российский химик; доктор химических наук, профессор кафедры химии, технологии и методик обучения ФГБОУ ВО «Мордовский государственный педагогический институт имени М. Е. Евсевьева (МГПИ им. М. Е. Евсевьева)».

## Биография
С. А. Ямашкин в 1972 году окончил с отличием химический факультет Мордовского государственного университета имени Н. П. Огарева.
С 1981 года работает на кафедре химии МГПИ. Работал заведующим кафедрой химии, выполнял обязанности декана биолого-химического факультета МГПИ имен М. Е. Евсевьева.
В 2012 году решением ВАК РФ утвержден в ученом звании профессора по кафедре химии.
С 2013 года и по сей день является профессором кафедры химии, технологии и методик обучения Мордовского государственного педагогического института имени М. Е. Евсевьева.

## Научная деятельность
В 1979 году защитил кандидатскую («Синтез пирролохинолинов»), в 1998 году — докторскую диссертацию («Реакционная способность замещенных бензаминоиндолов в процессах образования пирролохинолинов») по специальности органическая химия.
Изучает синтез конденсированных трициклических азотистых гетеросистем на основе замещенных аминоиндолов и бета-диоксосоединений; проводит исследования в области химической модификации полисахаридов. Под его руководством реализуется научное направление «Химия аминоиндолов и пирролохинолинов», по которому функционирует аспирантура. Тема исследования достаточно актуальна, так как азотистые гетероциклы занимают передовое место среди биологически активных соединений, как природного, так и синтетического происхождения. Прежде всего, это касается производных хинолина и индола. Научные исследования Ямашкина направлены на решение фундаментальной проблемы биоорганической химии, связанной с изучением биологической активности пирролохинолинов.
За период научно-педагогической деятельности опубликовал более 200 научных работ, среди них 1 монография, 70 статей в журналах из перечня ВАК, 84 статьи в журналах; 105 статей в иных сборниках; имеется 1 патент на изобретение; 1 свидетельство о гос. регистрации электронной базы данных; 4 учебных и учебно-методических пособий. им подготовлены 5 кандидатов наук, призеры и победители студенческих конкурсов и олимпиад различного уровня.
с 2010 по 2012 являлся руководителем и исполнителем научно-исследовательских проектов, поддержанных федеральной целевой программой «научные и научно-педагогические кадры инновационной России на 2009—2013 г.», с 2016 года является экспертом российской академии наук.

## Педагогическая деятельность
Принимает участие в организации и проведении мероприятий всероссийского, республиканского и городского уровней. Ведет научно-методическую работу с образовательными учреждениями республики. Член издаваемого в ФГБОУ ВО «Мордовский государственный педагогический институт имени М. Е. Евсевьева» с 2010 года научного журнала «Учебный эксперимент».

## Награды и звания
- Заслуженный деятель науки Республики Мордовия
- Нагрудный знак «Почетный работник высшего профессионального образования РФ»
- Почетная грамота Главы Республики Мордовия
- Звание «Лауреат премии Главы Республики Мордовия»
- Медаль «За заслуги. В ознаменование 1000-летия единения мордовского народа с народами Российского государства»

## Труды
- Степаненко, И. С. Изучение противомикробной активности фторзамещенных пирролхинолинов// И. С. Степаненко, А. И. Котькин, С. А. Ямашкин. Фундаментальные исследования. — 2013. — № 8. — С. 1406—1410.
- Yamashkin S. A. Synthesis of pyrrolo[3,2-f]quinolones via reaction of 2.5-dimethyl- or 1,2,5-trimethyl-6-aminoindoles with β-ketoesters / S. A. Yamashkin, O. V. Pozdnyakova, M. A. Yurovskaya // Moscow University Chemistry Bulletin. — М., 2014. — V. 69. — № 1. — P. 31-36.
- Ямашкин С. А. Синтез пирроло[3,2-f]хинолинов из 2,5-диметил-, 1,2,5-триметил-6-аминоиндолов и β-кетоэфиров / С. А. Ямашкин, О. В. Позднякова, М. А. Юровская // Вестник Московского ун-та. Серия 2. Химия. — М., 2014. — Т. 55. — № 1. — С. 36-42.
- Кадималиев, Д. А. Влияние различно замещенных пирролохинолинов на физиолого-биохимические характеристики лигнолитического гриба Lentinus Tigrinus / Д. А. Кадималиев, И. С. Степаненко, О. С. Надежина, С. А. Ямашкин // Микология и фитопаталогия. — М., 2014. — Т. 48, № 5. — С. 309—314.
- Степаненко, И. С. Пирролохинолины: перспективный класс соединений с противомикробной активностью / И. С. Степаненко, А. И. Котькин, С. А. Ямашкин // Проблемы медицинской микологии. — М., 2015. — Т. 17, № 3. — С. 135—136.
- Степаненко, И. С. Изучение резистентности Streptococcus Pyogenes к традиционным антибиотикам / И. С. Степаненко, С. Е. Чванов, А. И. Котькин С. А. Ямашкин // Современные проблемы науки и образования: электронный научный журнал. — М. : ИД «Академия естествознания», 2015. Современные проблемы науки и образования. — [в печати]. — дата поступления в редакцию — 22.04.2015.
- Ямашкин, С. А. Противомикробная активность 2-(1′-гидрокси-4′-изопренил-1′-метилциклогексил-2′-тио)-метилэтаноата (терпенсульфида) / С. А. Ямашкин, И. С. Степаненко, А. И. Котькин, Ю. А Костина., И. В. Акулина, Л. Е. Никитина // Здоровье и образование в XXI веке. — 2016. — Т. 18, № 2. — С. 598—602.
- Степаненко, И. С. Противотуберкулезная активность некоторых производных аминоиндола и пирролохинолинов / И. С. Степаненко, А. И. Котькин, С. А. Ямашкин, Ю. А. Костина, М. В. Бородулина // Проблемы медицинской микологии. — 2016. — Т. 18, № 2. — С. 116.